# 公衍
公衍（？—？），姬姓，鲁昭公的长子。
公衍、公为出生的时候，他们的母亲一起出去住在产房里，公衍先出生，公为的母亲说：“我们一起出来，就一起去报喜。”过了三天，公为出生，公为的母亲先去报告，公为就做了哥哥。
前513年，被三桓驱逐后居住在齐国的鲁昭公把羔羊皮赐给公衍，派他把龙纹的美玉献给齐景公，公衍就把羔羊皮也一起奉献了，齐景公很高兴，将阳穀这个城邑封给公衍。鲁昭公心里对得到阳穀很高兴，而又想起公衍、公为出生的往事，说：“公为惹起了这场祸事。出生较晚却做哥哥，这欺骗也太久了。”就废了公为，立公衍作太子。
鲁昭公死后，季孙氏立昭公弟为鲁定公，公衍未能继立。